# Grafà
El grafà és un hidrocarbur amb una estructura bidimensional que deriva del grafè per hidrogenació completa dels seus enllaços dobles i que té una fórmula empírica {\displaystyle {\ce {CH}}}.
La denominació grafà està formada per la base graf(it) i el sufix -à designador d'hidrocarburs saturats, paral·lelament a formes com ara alcà (de alcohol + -à), butà (de butíric + -à) i età (de etil + -à).
El grafà fou proposat per primera vegada pel grup de recerca de Ning Lu en una investigació teòrica el 2009, i l'estructura prevista fou confirmada el mateix any per un experiment del grup de D.C. Elias. S'obtingué el grafà per exposició de grafè a plasma d'hidrogen durant diverses hores. Les previsions són que el grafà tengui una estructura estable formada per una capa de grafè en la qual cada àtom de C està enllaçat amb híbrids sp3 a un àtom d'H per sobre i per sota de l'àtom de C de manera alternada. Es preveu que una banda prohibida d'uns 3,5 eV i tingui aplicacions potencials en electrònica.